# Caradrina petraea
Caradrina petraea är en fjärilsart som beskrevs av Johan Martin Jacob af Tengström 1870. Caradrina petraea ingår i släktet Caradrina, och familjen nattflyn. Inga underarter finns listade i Catalogue of Life.